# 김현우 (2006년)
김현우(2006년 7월 27일 ~ )은 왼쪽 풀백, 중앙 미드필더, 수비형 미드필더이며 현재 K리그2 서울 이랜드 소속이다.